# Taekwondo nos Jogos Sul-Americanos de 2018
As competições de taekwondo nos Jogos Sul-Americanos de 2018 ocorreram nos dias 5 e 6 de junho em um total de 8 eventos. As competições aconteceram no Coliseo Grover Suárez, localizado em Cochabamba, Bolívia.

## Calendário
Horário local (UTC-4).
| Data       | Horário | Evento                                              |
| ---------- | ------- | --------------------------------------------------- |
| 5 de junho | 09:00   | Preliminares femininas - Até 49 kg / Até 67 kg      |
| 5 de junho | 09:00   | Preliminares masculinas - Até 58 kg / Até 80 kg     |
| 5 de junho | 15:40   | Finais femininas - Até 49 kg / Até 67 kg            |
| 5 de junho | 15:40   | Finais masculinas - Até 58 kg / Até 80 kg           |
| 6 de junho | 09:00   | Preliminares femininas - Até 57 kg / Mais de 67 kg  |
| 6 de junho | 09:00   | Preliminares masculinas - Até 68 kg / Mais de 80 kg |
| 6 de junho | 15:40   | Finais femininas - Até 57 kg / Mais de 67 kg        |
| 6 de junho | 15:40   | Finais masculinas - Até 68 kg / Mais de 80 kg       |

## Medalhistas
Masculino
| Evento                 | Ouro                         | Prata                              | Bronze                                                 |
| ---------------------- | ---------------------------- | ---------------------------------- | ------------------------------------------------------ |
| Até 58 kg detalhes     | Sebastián Navea CHI Chile    | Yohandri Granado VEN Venezuela     | Paulo Ricardo de Melo BRA Brasil Luis Oblitas PER Peru |
| Até 68 kg detalhes     | Ignacio Morales CHI Chile    | Alexander Ortiz PER Peru           | Franco Ríos BOL Bolívia Edgar Contreras VEN Venezuela  |
| Até 80 kg detalhes     | Miguel Trejos COL Colômbia   | Carlos Eduardo Rivas VEN Venezuela | Jonatan Rodríguez URU Uruguai Paul Cornejo ECU Equador |
| Mais de 80 kg detalhes | Maicon de Andrade BRA Brasil | Martín Sío ARG Argentina           | Braian Elliot URU Uruguai Jesús Perea ECU Equador      |

Feminino
| Evento                 | Ouro                           | Prata                            | Bronze                                                    |
| ---------------------- | ------------------------------ | -------------------------------- | --------------------------------------------------------- |
| Até 49 kg detalhes     | Virginia Dellán VEN Venezuela  | María Belén Bucheli ECU Equador  | Belén Briceño CHI Chile Camila Bezerra BRA Brasil         |
| Até 57 kg detalhes     | Caroline dos Santos BRA Brasil | Carolena Carstens PAN Panamá     | Josefina Arzuaga URU Uruguai Alba Gómez COL Colômbia      |
| Até 67 kg detalhes     | Freymar Marcano VEN Venezuela  | Alexis Arnoldt ARG Argentina     | Rocío Romero BOL Bolívia Sandra Vanegas COL Colômbia      |
| Mais de 67 kg detalhes | Gloria Mosquera COL Colômbia   | Carolina Fernández VEN Venezuela | Candela Cazzappa ARG Argentina Dayana Folleco ECU Equador |

## Quadro de medalhas
| Ordem | País          | Medalha de ouro | Medalha de prata | Medalha de bronze | Total | Ordem por total |
| ----- | ------------- | --------------- | ---------------- | ----------------- | ----- | --------------- |
| 1     | VEN Venezuela | 2               | 3                | 1                 | 6     | 1               |
| 2     | BRA Brasil    | 2               |                  | 2                 | 4     | 2               |
|       | COL Colômbia  | 2               |                  | 2                 | 4     | 2               |
| 4     | CHI Chile     | 2               |                  | 1                 | 3     | 5               |
| 5     | ARG Argentina |                 | 2                | 1                 | 3     | 5               |
| 6     | ECU Equador   |                 | 1                | 3                 | 4     | 2               |
| 7     | PER Peru      |                 | 1                | 1                 | 2     | 8               |
| 8     | PAN Panamá    |                 | 1                |                   | 1     | 10              |
| 9     | URU Uruguai   |                 |                  | 3                 | 3     | 5               |
| 10    | BOL Bolívia   |                 |                  | 2                 | 2     | 8               |
| TOTAL | TOTAL         | 8               | 8                | 16                | 32    | —               |